# 장빈 (후조)
장빈(張賓, 생년 미상 ~ 322년)은 오호십육국 시대 후조의 건국자 석륵의 모사이자 재상으로 자는 맹손(孟孫)이다.

## 생애
조군 중구(趙郡 中丘; 현재의 하북(河北) 지역) 출신이다. 아버지 장요(張瑤)는 진(晋)나라의 중산태수(中山太守)였다. 장빈은 어릴적부터 학문을 좋아하여 경사(經史)에 정통하였다. 어릴적부터 스스로를 한나라의 장량에 비유하며, 유방에 비견되는 군주를 만나기를 염원하였다.
처음엔 진나라의 중구왕(中邱王)의 장하도독(帳下都督)이 되었다. 영가의 난이 발발하자 전조의 유연이 석륵에게 하북지방을 경략할 것을 명령하였고, 기주(冀州)을 병합한 석륵이 인재를 구하기 위해 군자영(君子營)을 설치하였다.
장빈은 석륵이 큰일을 할 수 있는 자임을 알고 스스로 석륵의 진영에 찾아가 직접 면담을 요구하였고, 군공조(軍功曹)에 발탁되어 그의 부하가 되었다. 처음엔 석륵은 장빈을 중시하지 않았지만 여러차례 모략을 진언하여 매번 성공하였기에 서서히 중용되어 석륵의 모사가 되었다. 312년 우장사(右長史), 중묵장군(中墨將軍)로 승진했다. 319년 석륵의 즉위 후 대집법(大執法)을 맡게되어 복양후(濮陽侯)에 봉해졌다. 장빈은 사실상의 재상으로서 조정을 총괄했다.
장빈의 모략은 다음 때 빛을 발했다. 왕미(王彌)는 석륵을 살해하고 청주에서 독립을 기도했다. 그러나 석륵은 왕미의 모략을 알아채고, 모사인 장빈의 진언에 따라 왕미를 연회에 꾀어내어 살해하고, 그가 이끄는 무리를 병합했다.
진양(晋陽)에 근거한 병주(并州)의 실력자 유곤(劉琨)의 회유를 거절하고, 왕준은 선비족 단씨에게 의존하였으나, 예전 석륵이 단씨을 사로잡은 뒤 잘 보살펴 단씨로부터 호의를 받고 있었다. 석륵은 왕준을 토벌하려 하였다.
장빈은 왕준의 움직임을 알아채고 "왕준과 유곤은 실제로 원수사이로 도와주려 오지 않을 것입니다."라고 진언했고, 유곤에게 귀순의 사자를 보내면서 유주을 급습해 왕준을 사로잡아 양국에서 처형하였다. 유곤 또한 나중에 석륵을 공격하려다 패해 단씨에게 도망쳤지만 단씨에게 죽음을 당했다.
이렇듯 장빈은 모략 및 관제 정비, 유민 대책등 후조 정권의 확립에 지대한 공헌을 하였고, 하북평정에 매진했다. 석륵이 전조를 제압하고, 북부의 대부분을 지배하에 둔 것은 장빈의 힘에 의해 이루어진 것이 많았었다.
또한 장빈은 겸허하고 신중하였고, 부하을 아끼고 사랑하였다. 공과 사를 구분할줄 아는 인물이었고, 조정에서의 태도는 규칙에 의거해 준수했으며, 바깥에서도 예의를 잊지 않았다. 석륵은 장빈을 존경하여 매일 조정에서 그와 만날때는 용모를 단정히 하였다.
또한 그를 우후(右侯)라 불렀고, 결코 그의 이름을 함부로 부르지 않았다. 죽은해는 정확하지는 않았지만 장빈의 말년, 정하(程遐)때문에 군신사이가 벌어져 권력은 없어지고 말았다. 그 자리를 대신하여 정하가 우장사가 된 전후의 사정으로 미루어보아 322년쯤이라 생각된다.